# 스위스 국립도서관

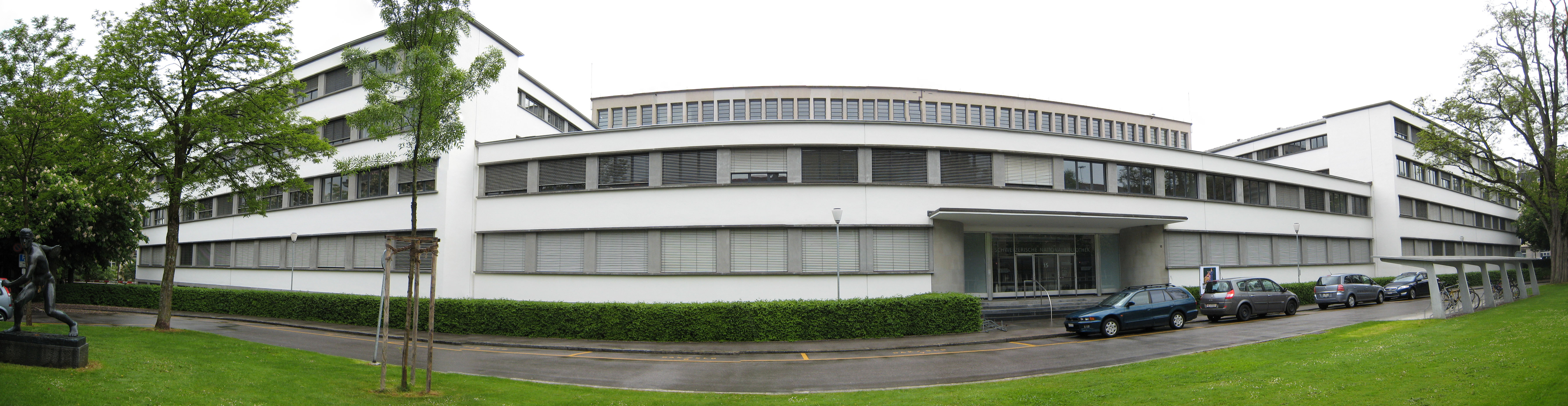
스위스 국립도서관

스위스 국립도서관(독일어: Schweizerische Nationalbibliothek, 프랑스어: Bibliothèque nationale suisse, 이탈리아어: Biblioteca nazionale svizzera)은 스위스 베른에 위치한 국립도서관이다.